# Jamie Oliver
James Trevor "Jamie" Oliver, MBE, FRCGP (sinh ngày 27 tháng 5 năm 1975) là đầu bếp nổi tiếng, nhà quản lý nhà hàng và nhà hoạt động xã hội người Anh, nổi tiếng qua những chương trình dạy nấu ăn qua truyền hình, sách hướng dẫn nấu ăn và ẩm thực cũng như những chiến dịch nhằm cải thiện đời sống ẩm thực quốc gia và trong các trường học. Biệt danh của anh là "Naked Chef", là người đấu tranh chống lại việc ăn kiêng vô độ và những thói quen nấu nướng xấu của người Anh và Mỹ. Jamie là đầu bếp chuyên nấu đồ ăn Italia, cho dù anh cũng nổi tiếng với việc nấu các món ăn trên toàn thế giới.

## Sách
- Something for the Weekend, ISBN 0-14-102258-2
- The Naked Chef, ISBN 0-7868-6617-9
- The Return of the Naked Chef, ISBN 0-7181-4439-2
  - Được phát hành ở Mỹ dưới tên The Naked Chef Takes Off, ISBN 0-7868-6755-8
- Happy Days with the Naked Chef, ISBN 0-7868-6852-X
- Jamie's Kitchen, ISBN 1-4013-0022-7
- Jamie's Dinners, ISBN 1-4013-0194-0
- Jamie's Italy, ISBN 0-7181-4770-7
- Cook With Jamie: My Guide to Making You a Better Cook , ISBN 0-7181-4771-5
- Jamie's Little Book of Big Treats, ISBN 0-14-103146-8
- Jamie at Home: Cook Your Way to the Good Life, ISBN 978-0-7181-5243-7
- Jamie's Ministry of Food: Anyone Can Learn to Cook in 24 Hours, ISBN 978-0-7181-4862-1
  - Được phát hành ở Mỹ dưới tên Jamie's Food Revolution: Rediscover How to Cook Simple, Delicious, Affordable Meals, ISBN 978-1-4013-2359-2
- Jamie's Red Nose Recipes, ISBN 978-0-14-104178-0
- Jamie's America, ISBN 978-0-7181-5476-9
- Jamie does... Spain, Italy, Sweden, Morocco, Greece, France, ISBN 978-0-7181-5614-5
- Jamie's 30-Minute Meals, ISBN 978-0-7181-5477-6
- Jamie's Great Britain, ISBN 978-0-7181-5681-7
- Jamie's 15 Minute Meals, ISBN 978-0718157807
- Save With Jamie, ISBN 978-0718158149